# ریچارد گولدبرگ
ریچارد گولدبرگ (انگلیسی: Richard Goldberg)؛ سیاست‌مدار است. گولدبرگ عضو «بنیاد دفاع از دموکراسی‌ها» (FDD) بود که در ژانویه ۲۰۱۹ با حکم دونالد ترامپ عضو شورای امنیت ملی آمریکا شد. ریچارد گولدبرگ همچنین به عنوان رئیس میز «مقابله با توسعه تسلیحات کشتار جمعی توسط ایران» (WMD) در شورای امنیت ملی ایالات متحده برگزیده شد و در این زمینه از نزدیک با برایان هوک، نماینده ویژه ایالات متحده در زمینه ایران کار می‌کند و مشاور ارشد سیاسی وزیر امور خارجه است.

## تحصیلات
گولدبرگ دارای مدرک کارشناسی در رشته روزنامه‌نگاری و کارشناسی ارشد در سیاست عمومی و مدیریت دولتی از دانشگاه دانشگاه نورت‌وسترن است. او یک افسر نیروی دریایی ایالات متحده با تجربه حضور نظامی در ستاد مشترک و نیز در افغانستان است.

## سمت‌ها
روزن از سال ۲۰۰۴ تا ۲۰۱۴ در مجلس نمایندگان کنگره آمریکا به عنوان معاون رئیس هیئت مدیره و مشاور ارشد سیاست خارجی «مارک کرک» سناتور پیشین ایالت ایلینوی مشغول به کار بوده‌است. وی از سال ۲۰۱۵ تا سال ۲۰۱۷، به عنوان معاون رئیس کارکنان امور مربوط به قانونگذاری و بعدها رئیس دفتر کارکنان فرماندار ایلینوی «بروس رانر» نظارت بر تمام عملیات روزمره، از جمله امنیت داخلی، امنیت عمومی و بهداشت عمومی را بر عهده داشته‌است. گولدبرگ، مشاور ارشد بنیاد دفاع از دموکراسی (FDD)، مذاکره‌کننده جمهوریخواه مجلس سنای ایالات متحده و یکی از ایدئولوگ‌های پیشرو بنیاد دفاع از دموکراسی بوده‌است.

## تحریم از سوی ایران
روز یکشنبه ۱۲ مرداد ۱۳۹۹، وزارت امور خارجه جمهوری اسلامی، ریچارد گلدبرگ، را تحریم کرد. این وزارتخانه با انتشار بیانیه‌ای گلدبرگ را به «مشارکت مؤثر» در «تروریسم اقتصادی علیه منافع دولت و شهروندان جمهوری اسلامی ایران» متهم نمود. این بیانیه به «قانون مقابله با نقض حقوق بشر و اقدامات ماجراجویانه و تروریستی آمریکا در منطقه» استناد می‌کند که سال ۹۶ به تصویب مجلس شورای اسلامی و شورای نگهبان رسید.
گلدبرگ با انتشار توئیتی اقدام وزارت خارجه جمهوری اسلامی را برای خود «افتخارآمیز» توصیف کرد. وی در این توییت نوشت: «اکنون نشان دیگری به افتخارات من اضافه شد: تحریم توسط ایران به خاطر هماهنگ‌کردن کارزار فشار حداکثری علیه جمهوری اسلامی.»